# Cromosoma X
El cromosoma X és un dels cromosomes sexuals de l'ésser humà i altres mamífers. En éssers humans està situat en l'anomenat parell 23. Quan en el parell 23 es dona XX el sexe de l'individu és cromosòmicament anomenat femella. En cas que sigui XY el sexe de l'individu serà cromosòmicament mascle. També es troben altres distribucions cromosomàtiques.

## Funcions en humans

Representació de les diferents regions cromosòmiques del cromosoma X.

Els cromosomes sexuals són un dels 23 parells de cromosomes humans. El cromosoma X amida més de 153 milions de parells de bases el que representa un total del 5% de l'ADN en cèl·lules de la dona i un 2,5% en les de l'home. Cada persona té un parell de cromosomes sexuals per cada cèl·lula. Les dones tenen dos cromosomes X, mentre que els homes tenen un cromosoma X i un cromosoma Y.
La identificació dels gens que es troben en cadascun dels cromosomes és una àrea molt activa en la investigació científica. Això es deu al fet que depenent de les diferents formes d'aproximació a l'estudi del nombre de gens varia el seu nombre. De totes maneres, es creu que el cromosoma X conté 1336 gens dels quals 20 queden per identificar. Les malalties que la mutació d'alguns d'aquests gens provoca se solen denominar com malalties lligades al cromosoma X. Com s'ha indicat anteriorment el cromosoma X duu lligat centenars de gens, però només uns quants tenen relacions directes amb la determinació sexual d'un embrió.
A l'inici del desenvolupament embrionari en les femelles un dels dos cromosomes s'inactiva de forma atzarosa i permanent a les cèl·lules somàtiques. A aquest fenomen se li dona el nom d'inactivació del cromosoma X i crea els corpuscles de Barr. La inactivació d'un dels cromosomes en femelles, assegura que només un dels cromosomes X pugui ocupar les seves funcions, portant-se a terme la compensació de dosi pel que fa al mascle. No obstant això, investigacions recents indiquen que el corpuscle de Barr pot ser biològicament més actiu del que prèviament es creia.

## Estructura
El cromosoma X té una baixa proporció de gens si es compara amb altres cromosomes. Està compost per molts segments d'ADN repetitiu que no codifiquen cap proteïna o la funció dels quals no és coneguda. Solament l'1,7 per cent del cromosoma codifica proteïnes funcionals que curiosament són de baixa longitud, si són comparades amb la mitjana de longitud d'un gen humà. El cromosoma X és més gran i té major quantitat de regions d'eucromatina que la seva parella, el cromosoma Y. Ambdós cromosomes presenten regions d'homologia, no obstant això existeixen proves que és possible que el cromosoma Y procedeixi d'una degeneració progressiva d'un cromosoma X. A més i seguint amb el possible origen dels cromosomes sexuals se sol acceptar que el cromosoma X procedeix d'una derivació d'algun cromosoma autosòmic, aquestes proves procedeixen d'alineaments entre seqüències genòmiques entre espècies.

## Inactivació del cromosoma X
Article principal Inactivació del cromosoma X
Les dones tenen dues còpies del cromosoma X, en canvi els homes sols en tenen una. En la dona cal inactivar un dels cromosomes X. La inactivació del cromosoma X és un fenomen iniciat pel gen XIST, que és l'únic gen que es troba actiu en el cromosoma X inactiu. La determinació del cromosoma X que s'inactivarà és a l'atzar i succeeix durant les fases inicials del desenvolupament embrionari. El resultat és que les dones són un mosaic respecte el cromosoma X actiu, fet que determina la seva menor susceptibilitat davant certs trastorns congènits de la pigmentació retiniana, com ara la malaltia de Norrie. Aquest fenomen és responsable de graus variables de penetrància i d'expressió del fenotip de les dones amb mutacions al cromosoma X. Per exemple la síndrome del cromosoma X fràgil presenta una penetrància del 80% en homes i del 20-30% en dones. L'explicació d'aquestes deferències de penetrància es deuen al fenomen d'inactivació del cromosoma X en les dones.
Un exemple més gràfic d'aquest fenomen és el gat calicó, on les femelles tenen tres colors i en canvi els mascles sols en poden tenir 2. Tots dos gèneres poden tenir el color blanc, perquè aquest el determina un gen autosòmic. En canvi els colors taronja i negre venen determinat pel cromosoma X de manera que el color taronja és dominant sobre el negre. En mascles o bé s'hereta el taronja o bé s'hereta el negre. En canvi les femelles, al tenir dos X, tenen diferents possibilitats (negre-negre, taronja-taronja i negre-taronja). Si s'expressessin els dos cromosomes la gata seria sempre o taronja (taronja-taronja i negre-taronja) o negre (negre-negre). En canvi el fet que a unes cèl·lules s'inactivi un cromosoma X i a altres una altra fa que la gata que de genotip té negre-taronja en algunes cels el fenotip sigui taronja i en altres sigui negre.

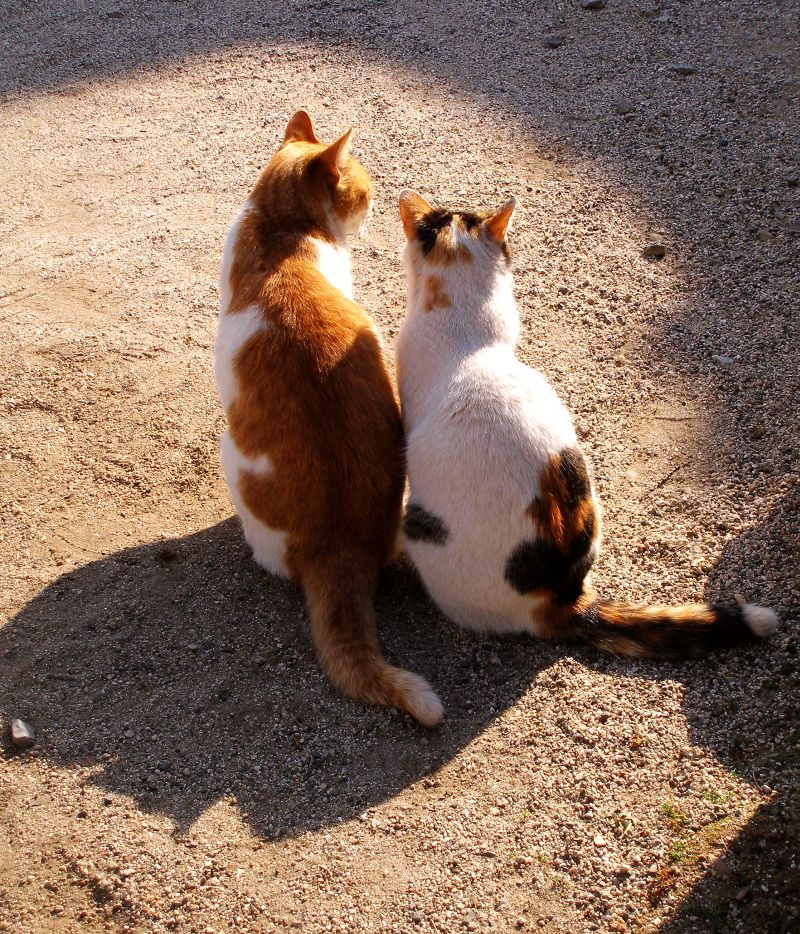
A l'esquerra el mascle i a la dreta la femella de gat calicó.

## Malalties i síndromes associades

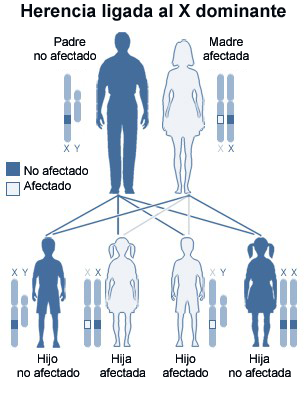
Esquema de l'afectació en malalties dominants lligades al cromosoma X.

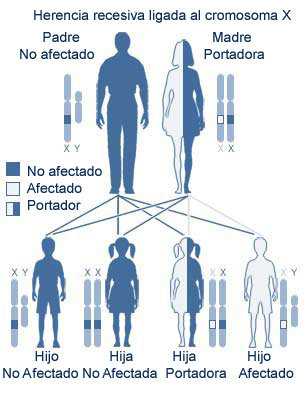
Esquema de l'afectació en malalties recessives lligades al cromosoma X.

Les malalties lligades al cromosoma X poden ser degudes a la presència de més d'un cromosoma X a les cèl·lules (aberracions cromosòmiques) o a mutacions de gens presents en el mateix. Entre les malalties produïdes per l'acumulació d'un cromosoma X destaquen la síndrome de Klinefelter, la síndrome de la triple X i la síndrome de Turner. Com mutacions de gens podríem dir que ocorren de forma més freqüents en els home que en les dones, ja que en molts casos aquestes mutacions són recessives en dones. Això es deu a la complementació de la mutació per la presència d'un al·lel sa en l'altre cromosoma X. Entre les malalties recessives lligades al cromosoma X es destaquen l'hemofília, tant del tipus A com del B, i el daltonisme. No obstant això es coneixen malalties dominants associades al cromosoma X. La característica principal d'aquest tipus de malalties és que un home afectat per la malaltia transmet a tota la seva descendència femenina la malaltia, mentre que els barons són sans. Però si la dona és l'afectada la meitat de la seva descendència estarà afectada i l'altra no. La malaltia més coneguda és la hipofosfatèmia. A més de les malalties anteriorment indicades hi ha altres trastorns associats al cromosoma X. Entre ells destaquen els següents:
- Agammaglobulinèmia lligada al cromosoma X (XLA).
- Anèmia sideroblàstica lligada al cromosoma X.[14]
- Adrenoleucodistròfia lligada al cromosoma X.[15]
- Ictiosi lligada al cromosoma X.[16]
- Retinòsquisi lligada al cromosoma X.[17]
- Raquitisme hipofosfatèmic lligat al cromosoma X.[18]
- Deficiència de glucosa-6-fostat deshidrogenasa.[19]
- Deficiència d'ornitina transcarbamilasa.[20]
- Distròfia muscular de Becker.
- Distròfia muscular de Duchenne.
- Malaltia de Danon, malaltia lisosòmica.
- Malaltia de Charcot-Marie-Tooth.
- Malaltia de Fabry.
- Malaltia de Pelizaeus-Merzbacher.[21]
- Malaltia de Menkes.[22]
- Immunodeficiència severa combinada lligada al cromosoma X (SCID).[23]
- Síndrome d'Aarskog.[24]
- Síndrome d'Alport.[25]
- Síndrome de Bloch-Sulzberger.[26]
- Síndrome de Coffin-Lowry.
- Síndrome d'insensibilitat a andrògens.[27]
- Síndrome de Lesch-Nyhan.
- Síndrome de Lujan-Fryns.[28]
- Síndrome de Mohr-Tranebjaerg.[29]
- Síndrome de Rett.
- Síndrome de Wiskott-Aldrich.[30]
- Síndrome X fràgil.
- Síndrome d'atàxia i tremolor associada a X fràgil.[31]
- Síndrome de Kabuki.[32]
- Síndrome VEXAS.[33]
- Miopatia centronuclear lligada al cromosoma X.[34]
- Vitreoretinopatia exsudativa familiar lligada al cromosoma X.[35]